# Роштар
Роштар (слч. Roštár) насељено је мјесто са административним статусом сеоске општине (слч. obec) у округу Рожњава, у Кошичком крају, Словачка Република.

## Становништво
| Година:    | 1994. | 2004.   | 2014.    | 2024.    |
| ---------- | ----- | ------- | -------- | -------- |
| Број људи: | 495   | 538     | 609      | 701      |
| Разлика:   |       | +8,68 % | +13,19 % | +15,10 % |

| Година:    | 2023. | 2024.   |
| ---------- | ----- | ------- |
| Број људи: | 676   | 701     |
| Разлика:   |       | +3,69 % |

Према подацима о броју становника из 2011. године насеље је имало 551 становника.